# Obtusodonta obscuricolor
Obtusodonta obscuricolor är en stekelart som först beskrevs av Heinrich 1961.  Obtusodonta obscuricolor ingår i släktet Obtusodonta och familjen brokparasitsteklar. Inga underarter finns listade i Catalogue of Life.